# Centre national d'aguerrissement en montagne
Pour les articles homonymes, voir CNAM.
Le Centre national d'aguerrissement en montagne (CNAM), établissement de l’armée de terre française, est situé à Briançon dans les Hautes-Alpes. Dans le cadre de la restructuration des armées annoncée le 24 juillet 2008, le CNAM est fermé depuis fin 2009.

## Histoire
Le Centre national d’aguerrissement en montagne (CNAM) est créé le 1er juillet 1994. Il est l’héritier du « Régiment de la neige », le 159e RIA (régiment d’infanterie alpine). Installé à Briançon depuis 1890, le « 15-9 » s'est distingué au cours des deux grands conflits du siècle dernier.
Le 1er juillet 2008, le Centre d'instruction et d'entraînement au combat en montagne (CIECM) de Barcelonnette a été fusionné avec le CNAM dont il dépend dorénavant sous la forme et dénomination de « CNAM, détachement de Barcelonnette ». Le CNAM a été officiellement dissous le 10 juin 2009 lors d'une cérémonie à Mont-Dauphin.
Le site de Briançon est fermé depuis la fin 2009. Le site de Barcelonnette, anciennement CIECM, a cessé aujourd'hui toutes activités.
Le 1er août 2010, la mission est reprise par le Groupement d'aguerrissement en montagne (GAM) de Modane.

## Organisation
Le Centre national d’aguerrissement en montagne de Modane compte 127 personnels. Pour optimiser l'instruction des unités stagiaires ceux-ci sont répartis autour de 3 pôles de compétences :
- le pôle « commandement » (commandement, OSA, chancelier) qui assure la direction du centre ;
- le pôle « soutien » (ressources humaines, services financiers, services restauration hébergement et loisirs, infrastructure, service de santé, service technique, informatique) nécessaire à la vie quotidienne du centre ;
- le pôle «  mission majeure » (direction générale de la formation, 3 brigades d'instruction, bureau d'étude, bureau montagne, bureau des sports, cellule tir, cellule VAC, cellule hébergement, cellule audiovisuelle) qui se consacre à l'instruction des stagiaires ;

## Implantation
Implanté à Briançon, depuis juillet 1890, le Centre national d’aguerrissement en montagne bénéficie d'une situation géographique exceptionnelle.
Situé à 1320 mètres d'altitude dans le département des Hautes-Alpes, Briançon et ses alentours lui offrent des terrains d'entraînement variés, s'étageant sur trois niveaux distincts :
- la zone des fonds de vallée (entre 1 100 et 1 400 m) qui permet des exercices tactiques, avec ou sans moyens organiques, en milieu urbain (forts et agglomérations) ou en zone boisée ;
- la zone des hauts (entre 1 400 et 2 400 m) qui permet l'instruction tactique en moyenne montagne et l'aguerrissement physique et psychologique du combattant ;
- la zone des sommets (entre 2 400 et 4 000 m) qui permet aux troupes spécialisées montagne d'exercer leur métier en milieu spécifique.

Ces terrains d'exercice permettent de combiner la manœuvre et le tir dans les conditions les plus diverses.
Héritier du 159e régiment d'infanterie alpine, le centre dispose d'une infrastructure riche et propice à sa mission. Il dispose en effet d'un quartier principal au cœur même de Briançon, de plusieurs forts et d'anciens cantonnements permettant la pratique du combat en localité et du franchissement voire l'hébergement (rustique) d'unités stagiaires, et de cinq postes de montagnes.
À cela vient s'ajouter 80 km de routes militaires interdites au public, un champ de tir permanent et trois champs de tir de circonstance (période hivernale) permettant d'effectuer des parcours au niveau de la section.
L'emprise totale du Centre national d’aguerrissement en montagne couvre 260 hectares. 
Depuis le 1er juillet 2008, y sont en outre rattachées toutes les infrastructures du Centre d'instruction et d'entraînement au combat en montagne de Barcelonnette

## Missions
En 1994, l'Armée de Terre se dote du Complexe d'aguerrissement des Alpes (CAA), regroupant le Centre national d'aguerrissement en montagne (CNAM) de Briançon et le Centre d'instruction et d'entraînement au combat en montagne de Barcelonnette, dans le but d'aguerrir ses unités en mettant à profit le milieu montagnard (Briançonnais, Queyras, Ubaye) où il est créé.
L'aguerrissement est l'ensemble des procédés et des mises en situations individuelles et collectives contribuant à améliorer l'aptitude opérationnelle des hommes et de leurs cellules d'emploi en les confrontant, sous les ordres de leurs chefs, aux difficultés d'ordres physique et psychologique liées à l'exécution de missions dans des conditions et dans un milieu inhabituels et hostiles.
Le but de l'aguerrissement est de développer les capacités de réaction du combattant pour qu'il puisse remplir sa mission malgré les imprévus, la fatigue et le stress du combat.